# Coupe du monde de biathlon 2000-2001
Navigation
Édition précédente Édition suivante
La 24e édition de la Coupe du monde de biathlon a lieu du 30 novembre 2000 jusqu'au 18 mars 2001. Le circuit comprend neuf destinations européennes et nord-américaines. Les championnats du monde (comptants également pour la Coupe du monde) ont lieu à Pokljuka (Slovénie) du 3 février au 11 février 2001.

## Globes de cristal et titres mondiaux
| Disciplines       | Globes de cristal    | Champions du monde |
| ----------------- | -------------------- | ------------------ |
| Général           | Raphaël Poirée       |                    |
| Coupe des Nations | Norvège              |                    |
| Individuel        | Sergei Rozhkov       | Paavo Puurunen     |
| Sprint            | Ole Einar Bjørndalen | Pavel Rostovtsev   |
| Poursuite         | Raphaël Poirée       | Pavel Rostovtsev   |
| Départ Groupé     | Sven Fischer         | Raphaël Poirée     |
| Relais            | Norvège              | France             |

| Disciplines       | Globes de cristal  | Championnes du monde |
| ----------------- | ------------------ | -------------------- |
| Général           | Magdalena Forsberg |                      |
| Coupe des Nations | Allemagne          |                      |
| Individuel        | Magdalena Forsberg | Magdalena Forsberg   |
| Sprint            | Magdalena Forsberg | Kati Wilhelm         |
| Poursuite         | Magdalena Forsberg | Liv Grete Poirée     |
| Départ Groupé     | Magdalena Forsberg | Magdalena Forsberg   |
| Relais            | Allemagne          | Russie               |

## Classements

### Classements généraux
| Rang | Nom                  | Points | Victoire(s) |
| ---- | -------------------- | ------ | ----------- |
| 1    | Raphaël Poirée       | 921    | 6           |
| 2    | Ole Einar Bjørndalen | 911    | 8           |
| 3    | Frode Andresen       | 712    | 3           |
| 4    | Pavel Rostovtsev     | 707    | 2           |
| 5    | Sven Fischer         | 675    | 2           |
| 6    | Halvard Hanevold     | 590    |             |
| 7    | Egil Gjelland        | 538    |             |
| 8    | Carsten Heymann      | 525    |             |
| 9    | Ricco Groß           | 514    |             |
| 10   | Viktor Maïgourov     | 492    | 1           |

| Rang | Nom                   | Points | Victoire(s) |
| ---- | --------------------- | ------ | ----------- |
| 1    | Magdalena Forsberg    | 1021   | 14          |
| 2    | Liv Grete Poirée      | 804    | 2           |
| 3    | Olena Zubrilova       | 774    | 1           |
| 4    | Corinne Niogret       | 665    | 2           |
| 5    | Andrea Henkel         | 635    | 2           |
| 6    | Uschi Disl            | 621    | 1           |
| 7    | Olga Pyleva           | 558    |             |
| 8    | Kati Wilhelm          | 476    | 2           |
| 9    | Martina Glagow        | 451    |             |
| 10   | Svetlana Ishmouratova | 441    |             |

### Classement par discipline

#### Individuel
| Rang | Nom                | Points | Victoires |
| ---- | ------------------ | ------ | --------- |
| 1    | Magdalena Forsberg | 143    | 2         |
| 2    | Corinne Niogret    | 110    | 1         |
| 3    | Liv Grete Poirée   | 110    |           |
| 3    | Andrea Henkel      | 110    |           |
| 5    | Martina Glagow     | 102    |           |

| Rang | Nom                  | Points | Victoires |
| ---- | -------------------- | ------ | --------- |
| 1    | Sergei Rozhkov       | 133    | 1         |
| 2    | Ole Einar Bjørndalen | 110    | 1         |
| 3    | Ricco Groß           | 109    |           |
| 4    | Sven Fischer         | 107    |           |
| 5    | Carsten Heymann      | 101    |           |

#### Sprint
| Rang | Nom                | Points | Victoires |
| ---- | ------------------ | ------ | --------- |
| 1    | Magdalena Forsberg | 368    | 4         |
| 2    | Liv Grete Poirée   | 312    | 1         |
| 3    | Olena Zubrilova    | 284    | 1         |
| 4    | Olga Pyleva        | 252    |           |
| 5    | Corinne Niogret    | 247    |           |

| Rang | Nom                  | Points | Victoires |
| ---- | -------------------- | ------ | --------- |
| 1    | Ole Einar Bjørndalen | 393    | 4         |
| 2    | Raphaël Poirée       | 375    | 3         |
| 3    | Frode Andresen       | 337    | 2         |
| 4    | Pavel Rostovtsev     | 282    | 1         |
| 5    | Halvard Hanevold     | 280    |           |

#### Poursuite
| Rang | Nom                | Points | Victoires |
| ---- | ------------------ | ------ | --------- |
| 1    | Magdalena Forsberg | 300    | 6         |
| 2    | Liv Grete Poirée   | 252    | 1         |
| 3    | Olena Zubrilova    | 246    |           |
| 4    | Corinne Niogret    | 213    |           |
| 5    | Andrea Henkel      | 210    |           |

| Rang | Nom                  | Points | Victoires |
| ---- | -------------------- | ------ | --------- |
| 1    | Raphaël Poirée       | 278    | 2         |
| 2    | Ole Einar Bjørndalen | 272    | 2         |
| 3    | Frode Andresen       | 246    | 1         |
| 4    | Pavel Rostovtsev     | 228    | 1         |
| 5    | Sven Fischer         | 190    |           |

#### Départ Groupé
| Rang | Nom                | Points | Victoires |
| ---- | ------------------ | ------ | --------- |
| 1    | Magdalena Forsberg | 146    | 2         |
| 2    | Liv Grete Poirée   | 120    |           |
| 3    | Martina Glagow     | 117    | 1         |
| 4    | Olena Zubrilova    | 113    |           |
| 5    | Uschi Disl         | 111    |           |

| Rang | Nom                  | Points | Victoires |
| ---- | -------------------- | ------ | --------- |
| 1    | Sven Fischer         | 143    | 2         |
| 2    | Ole Einar Bjørndalen | 136    | 1         |
| 3    | Raphaël Poirée       | 136    | 1         |
| 4    | Egil Gjelland        | 120    |           |
| 5    | Ricco Groß           | 109    |           |

#### Relais
| Rang | Nation    | Points | Victoires |
| ---- | --------- | ------ | --------- |
| 1    | Norvège   | 190    | 3         |
| 2    | Allemagne | 188    | 1         |
| 3    | Russie    | 182    | 1         |
| 4    | Ukraine   | 169    |           |
| 5    | France    | 149    |           |

| Rang | Nation      | Points | Victoires |
| ---- | ----------- | ------ | --------- |
| 1    | Norvège     | 189    | 2         |
| 2    | Allemagne   | 173    | 1         |
| 3    | Tchéquie    | 167    | 1         |
| 4    | Biélorussie | 166    |           |
| 5    | Russie      | 158    |           |

## Calendrier et podiums

### Femmes

#### Épreuves individuelles
| Étape                                                         | Lieu                     | Épreuve               | Date              | Vainqueur                     | Deuxième                      | Troisième                     | Leader du classement général |
| ------------------------------------------------------------- | ------------------------ | --------------------- | ----------------- | ----------------------------- | ----------------------------- | ----------------------------- | ---------------------------- |
| 1                                                             | Hochfilzen → Antholz     | Individuel 15 km      | 30 novembre 2000  | Corinne Niogret               | Andrea Henkel                 | Magdalena Forsberg            | Corinne Niogret              |
| 1                                                             | Hochfilzen → Antholz     | Sprint 7,5 km         | 1er décembre 2000 | Olena Zubrilova               | Corinne Niogret               | Olena Petrova                 | Corinne Niogret              |
| 2                                                             | Pokljuka → Antholz       | Sprint 7,5 km         | 7 décembre 2000   | Gro Marit Istad Kristiansen   | Olga Pyleva                   | Kati Wilhelm                  | Olena Zubrilova              |
| 2                                                             | Pokljuka → Antholz       | Poursuite 10 km       | 8 décembre 2000   | Magdalena Forsberg            | Corinne Niogret               | Olena Zubrilova               | Olena Zubrilova              |
| 3                                                             | Brezno-Osrblie → Antholz | Individuel 15 km      | 14 décembre 2000  | Sandrine Bailly               | Corinne Niogret               | Magdalena Forsberg            | Corinne Niogret              |
| 3                                                             | Brezno-Osrblie → Antholz | Sprint 7,5 km         | 16 décembre 2000  | Magdalena Forsberg            | Liv Grete Poirée              | Tetyana Vodopyanova           | Corinne Niogret              |
| 3                                                             | Brezno-Osrblie → Antholz | Poursuite 10 km       | 17 décembre 2000  | Magdalena Forsberg            | Andrea Henkel                 | Uschi Disl                    | Magdalena Forsberg           |
| 4                                                             | Oberhof                  | Sprint 7,5 km         | 5 janvier 2001    | Magdalena Forsberg            | Olena Zubrilova               | Corinne Niogret               | Magdalena Forsberg           |
| 4                                                             | Oberhof                  | Poursuite 10 km       | 6 janvier 2001    | Magdalena Forsberg            | Olena Zubrilova               | Uschi Disl                    | Magdalena Forsberg           |
| 4                                                             | Oberhof                  | Départ Groupé 12,5 km | 7 janvier 2001    | Magdalena Forsberg            | Svetlana Chernousova          | Liv Grete Poirée              | Magdalena Forsberg           |
| 5                                                             | Ruhpolding               | Sprint 7,5 km         | 13 janvier 2001   | Magdalena Forsberg            | Liv Grete Poirée              | Katrin Apel                   | Magdalena Forsberg           |
| 5                                                             | Ruhpolding               | Poursuite 10 km       | 14 janvier 2001   | Magdalena Forsberg            | Liv Grete Poirée              | Galina Koukleva               | Magdalena Forsberg           |
| 6                                                             | Antholz                  | Sprint 7,5 km         | 18 janvier 2001   | Magdalena Forsberg            | Olga Pyleva                   | Martina Glagow                | Magdalena Forsberg           |
| 6                                                             | Antholz                  | Départ Groupé 12,5 km | 21 janvier 2001   | Corinne Niogret               | Delphyne Burlet               | Uschi Disl                    | Magdalena Forsberg           |
| Championnats du monde de biathlon 2001 (3 au 11 février 2001) |                          |                       |                   |                               |                               |                               |                              |
| ChM                                                           | Pokljuka                 | Sprint 7,5 km         | 3 février 2001    | Kati Wilhelm                  | Uschi Disl                    | Liv Grete Poirée              | Magdalena Forsberg           |
| ChM                                                           | Pokljuka                 | Poursuite 10 km       | 4 février 2001    | Liv Grete Poirée              | Corinne Niogret               | Magdalena Forsberg            | Magdalena Forsberg           |
| ChM                                                           | Pokljuka                 | Individuel 15 km      | 6 février 2001    | Magdalena Forsberg            | Liv Grete Poirée              | Olena Zubrilova               | Magdalena Forsberg           |
| ChM                                                           | Pokljuka                 | Départ Groupé 12,5 km | 9 février 2001    | Magdalena Forsberg            | Martina Glagow                | Liv Grete Poirée              | Magdalena Forsberg           |
| Fin des championnats du monde                                 |                          |                       |                   |                               |                               |                               |                              |
| 7                                                             | Salt Lake                | Individuel 15 km      | 28 février 2001   | Magdalena Forsberg            | Martina Zellner               | Martina Glagow                | Magdalena Forsberg           |
| 7                                                             | Salt Lake                | Sprint 7,5 km         | 2 mars 2001       | Uschi Disl                    | Liv Grete Poirée              | Andrea Henkel                 | Magdalena Forsberg           |
| 7                                                             | Salt Lake                | Poursuite 10 km       | 3 mars 2001       | Magdalena Forsberg            | Liv Grete Poirée              | Corinne Niogret               | Magdalena Forsberg           |
| 8                                                             | Lake Placid              | Sprint 7,5 km         | 6 → 7 mars 2001   | Kati Wilhelm                  | Martina Zellner               | Delphyne Burlet               | Magdalena Forsberg           |
| 8                                                             | Lake Placid              | Poursuite 10 km       | 7 mars 2001       | Annulé (épreuve non disputée) | Annulé (épreuve non disputée) | Annulé (épreuve non disputée) | Magdalena Forsberg           |
| 9                                                             | Holmenkollen             | Sprint 7,5 km         | 16 mars 2001      | Liv Grete Poirée              | Magdalena Forsberg            | Nathalie Santer               | Magdalena Forsberg           |
| 9                                                             | Holmenkollen             | Poursuite 10 km       | 17 mars 2001      | Magdalena Forsberg            | Liv Grete Poirée              | Martina Glagow                | Magdalena Forsberg           |
| 9                                                             | Holmenkollen             | Départ Groupé 15 km   | 18 mars 2001      | Shumei Yu                     | Magdalena Forsberg            | Olena Zubrilova               | Magdalena Forsberg           |

#### Relais
| Étape                                                      | Lieu                 | Épreuve         | Date             | Vainqueur                                                                                               | Deuxième                                                                            | Troisième                                                                              | Leader du classement du relais féminin |
| ---------------------------------------------------------- | -------------------- | --------------- | ---------------- | --- | ----------------------------------------------------------------------------------- | -------------------------------------------------------------------------------------- | -------------------------------------- |
| 1                                                          | Hochfilzen → Antholz | Relais 4 x 6 km | 2 décembre 2000  | Norvège - Ann-Elen Skjelbreid - Gro Marit Istad Kristiansen - Gunn Margit Andreassen - Liv Grete Poirée | Allemagne - Uschi Disl - Andrea Henkel - Katrin Apel - Martina Glagow               | Ukraine - Olena Zubrilova - Olena Petrova - Nina Lemesh - Tetyana Vodopyanova          | Norvège                                |
| 2                                                          | Pokljuka → Antholz   | Relais 4 x 6 km | 10 décembre 2000 | Allemagne - Uschi Disl - Kati Wilhelm - Katrin Apel - Andrea Henkel                                     | France - Sylvie Becaert - Delphyne Burlet - Sandrine Bailly - Corinne Niogret       | Russie - Olga Pyleva - Galina Koukleva - Anna Bogaliy - Svetlana Tchernousova          | Allemagne                              |
| 5                                                          | Ruhpolding           | Relais 4 x 6 km | 10 janvier 2001  | Norvège - Ann-Elen Skjelbreid - Gro Marit Istad Kristiansen - Linda Grubben - Liv Grete Poirée          | Allemagne - Uschi Disl - Martina Glagow - Katrin Apel - Andrea Henkel               | Russie - Olga Pyleva - Svetlana Ishmouratova - Galina Koukleva - Svetlana Tchernousova | Allemagne                              |
| 6                                                          | Antholz              | Relais 4 x 6 km | 19 janvier 2001  | Norvège - Ann-Elen Skjelbreid - Gro Marit Istad Kristiansen - Linda Grubben - Gunn Margit Andreassen    | Russie - Anna Bogaliy - Svetlana Tchernousova - Svetlana Ishmouratova - Olga Pyleva | Ukraine - Olena Zubrilova - Olena Petrova - Nina Lemesh - Tetyana Vodopyanova          | Norvège                                |
| Championnats du monde de biathlon 2001 (3 au 11 mars 2001) |                      |                 |                  | |                                                                                     |                                                                                        |                                        |
| ChM                                                        | Pokljuka             | Relais 4 x 6 km | 10 février 2001  | Russie - Olga Pyleva - Anna Bogaliy - Galina Koukleva - Svetlana Ishmouratova                           | Allemagne - Uschi Disl - Katrin Apel - Andrea Henkel - Kati Wilhelm                 | Ukraine - Olena Zubrilova - Olena Petrova - Nina Lemesh - Tetyana Vodopyanova          | Norvège                                |
| Fin des championnats du monde                              |                      |                 |                  | |                                                                                     |                                                                                        |                                        |

### Hommes

#### Épreuves individuelles
| Étape                                                      | Lieu                     | Épreuve             | Date              | Vainqueur                     | Deuxième                      | Troisième                     | Leader du classement général |
| ---------------------------------------------------------- | ------------------------ | ------------------- | ----------------- | ----------------------------- | ----------------------------- | ----------------------------- | ---------------------------- |
| 1                                                          | Hochfilzen → Antholz     | Individuel 20 km    | 30 novembre 2000  | Zdeněk Vítek                  | Carsten Heymann               | Sergei Rozhkov                | Zdenek Vitek                 |
| 1                                                          | Hochfilzen → Antholz     | Sprint 10 km        | 1er décembre 2000 | Ole Einar Bjørndalen          | Raphaël Poirée                | Sven Fischer                  | Raphaël Poirée               |
| 2                                                          | Pokljuka → Antholz       | Sprint 10 km        | 7 décembre 2000   | Raphaël Poirée                | Pavel Rostovtsev              | Ole Einar Bjørndalen          | Raphaël Poirée               |
| 2                                                          | Pokljuka → Antholz       | Poursuite 12,5 km   | 8 décembre 2000   | Raphaël Poirée                | Ole Einar Bjørndalen          | Frode Andresen                | Raphaël Poirée               |
| 3                                                          | Brezno-Osrblie → Antholz | Individuel 20 km    | 14 décembre 2000  | Sergei Rozhkov                | Raphaël Poirée                | Ricco Groß                    | Raphaël Poirée               |
| 3                                                          | Brezno-Osrblie → Antholz | Sprint 10 km        | 15 décembre 2000  | Raphaël Poirée                | Ole Einar Bjørndalen          | Vadim Sachourine              | Raphaël Poirée               |
| 3                                                          | Brezno-Osrblie → Antholz | Poursuite 12,5 km   | 17 décembre 2000  | Ole Einar Bjørndalen          | Raphaël Poirée                | Sven Fischer                  | Raphaël Poirée               |
| 4                                                          | Oberhof                  | Sprint 10 km        | 4 janvier 2001    | Raphaël Poirée                | Tord Wiksten                  | Carsten Heymann               | Raphaël Poirée               |
| 4                                                          | Oberhof                  | Poursuite 12,5 km   | 6 janvier 2001    | Viktor Maïgourov              | Raphaël Poirée                | Frode Andresen                | Raphaël Poirée               |
| 4                                                          | Oberhof                  | Départ Groupé 15 km | 7 janvier 2001    | Sven Fischer                  | Egil Gjelland                 | Tomaž Globočnik               | Raphaël Poirée               |
| 5                                                          | Ruhpolding               | Sprint 10 km        | 12 janvier 2001   | Ole Einar Bjørndalen          | Raphaël Poirée                | Egil Gjelland                 | Raphaël Poirée               |
| 5                                                          | Ruhpolding               | Poursuite 12,5 km   | 14 janvier 2001   | Raphaël Poirée                | Frank Luck                    | Ricco Groß                    | Raphaël Poirée               |
| 6                                                          | Antholz                  | Sprint 10 km        | 18 janvier 2001   | Ole Einar Bjørndalen          | Raphaël Poirée                | Frode Andresen                | Raphaël Poirée               |
| 6                                                          | Antholz                  | Départ Groupé 15 km | 21 janvier 2001   | Ole Einar Bjørndalen          | Carsten Heymann               | Pavel Rostovtsev              | Raphaël Poirée               |
| Championnats du monde de biathlon 2001 (3 au 11 mars 2001) |                          |                     |                   |                               |                               |                               |                              |
| ChM                                                        | Pokljuka                 | Sprint 10 km        | 3 février 2001    | Pavel Rostovtsev              | René Cattarinussi             | Halvard Hanevold              | Raphaël Poirée               |
| ChM                                                        | Pokljuka                 | Poursuite 12,5 km   | 4 février 2001    | Pavel Rostovtsev              | Raphaël Poirée                | Sven Fischer                  | Raphaël Poirée               |
| ChM                                                        | Pokljuka                 | Individuel 20 km    | 7 février 2001    | Paavo Puurunen                | Vadim Sachourine              | Ilmārs Bricis                 | Raphaël Poirée               |
| ChM                                                        | Pokljuka                 | Départ Groupé 15 km | 9 février 2001    | Raphaël Poirée                | Ole Einar Bjørndalen          | Sven Fischer                  | Raphaël Poirée               |
| Fin des championnats du monde                              |                          |                     |                   |                               |                               |                               |                              |
| 7                                                          | Salt Lake City           | Individuel 20 km    | 28 février 2001   | Ole Einar Bjørndalen          | Sven Fischer                  | Julien Robert                 | Raphaël Poirée               |
| 7                                                          | Salt Lake City           | Sprint 10 km        | 2 mars 2001       | Ole Einar Bjørndalen          | Frode Andresen                | Frank Luck                    | Raphaël Poirée               |
| 7                                                          | Salt Lake City           | Poursuite 12,5 km   | 3 mars 2001       | Ole Einar Bjørndalen          | Vadim Sachourine              | Pavel Rostovtsev              | Raphaël Poirée               |
| 8                                                          | Lake Placid              | Sprint 10 km        | 6 → 7 mars 2001   | Frode Andresen                | Ole Einar Bjørndalen          | Henrik Forsberg               | Raphaël Poirée               |
| 8                                                          | Lake Placid              | Poursuite 12,5 km   | 7 mars 2001       | Annulé (épreuve non disputée) | Annulé (épreuve non disputée) | Annulé (épreuve non disputée) | Raphaël Poirée               |
| 9                                                          | Holmenkollen             | Sprint 10 km        | 16 mars 2001      | Frode Andresen                | Ole Einar Bjørndalen          | Halvard Hanevold              | Raphaël Poirée               |
| 9                                                          | Holmenkollen             | Poursuite 12,5 km   | 17 mars 2001      | Frode Andresen                | Ole Einar Bjørndalen          | Egil Gjelland                 | Raphaël Poirée               |
| 9                                                          | Holmenkollen             | Départ Groupé 15 km | 18 mars 2001      | Sven Fischer                  | Raphaël Poirée                | Frode Andresen                | Raphaël Poirée               |

#### Relais
| Étape                                                      | Lieu                 | Épreuve           | Date            | Vainqueur                                                                          | Deuxième                                                                                | Troisième                                                                          | Leader du classement du relais masculin |
| ---------------------------------------------------------- | -------------------- | ----------------- | --------------- | ---------------------------------------------------------------------------------- | --------------------------------------------------------------------------------------- | ---------------------------------------------------------------------------------- | --------------------------------------- |
| 1                                                          | Hochfilzen → Antholz | Relais 4 x 7,5 km | 3 décembre 2000 | Tchéquie - Petr Garabík - Iván Masařík - Tomáš Holubec - Zdeněk Vítek              | Ukraine - Vyacheslav Derkach - Andriy Deryzemlya - Oleksandr Bilanenko - Ruslan Lysenko | Allemagne - Peter Sendel - Sven Fischer - Carsten Heymann - Ricco Groß             | Tchéquie                                |
| 2                                                          | Pokljuka → Antholz   | Relais 4 x 7,5 km | 9 décembre 2000 | Norvège - Halvard Hanevold - Frode Andresen - Egil Gjelland - Ole Einar Bjørndalen | Tchéquie - Petr Garabík - Iván Masařík - Roman Dostál - Zdeněk Vítek                    | Russie - Sergei Rozhkov - Andreï Prokunin - Mikhail Kochkin - Alexei Kobelev       | Tchéquie                                |
| 5                                                          | Ruhpolding           | Relais 4 x 7,5 km | 10 janvier 2001 | Norvège - Egil Gjelland - Frode Andresen - Dag Bjørndalen - Ole Einar Bjørndalen   | Allemagne - Marco Morgenstern - Peter Sendel - Alexander Wolf - Ricco Groß              | Biélorussie - Alexei Aidarov - Alexandre Syman - Aleh Ryjankow - Vadim Sachourine  | Norvège                                 |
| 6                                                          | Antholz              | Relais 4 x 7,5 km | 20 janvier 2001 | Allemagne - Marco Morgenstern - Peter Sendel - Alexander Wolf - Ricco Groß         | Norvège - Egil Gjelland - Frode Andresen - Halvard Hanevold - Ole Einar Bjørndalen      | Russie - Sergei Rozhkov - Andreï Prokunin - Pavel Rostovtsev - Viktor Maïgourov    | Norvège                                 |
| Championnats du monde de biathlon 2001 (3 au 13 mars 2016) |                      |                   |                 |                                                                                    |                                                                                         |                                                                                    |                                         |
| ChM                                                        | Pokljuka             | Relais 4 x 7,5 km | 11 février 2001 | France - Gilles Marguet - Vincent Defrasne - Julien Robert - Raphaël Poirée        | Biélorussie - Alexei Aidarov - Alexandre Syman - Aleh Ryjankow - Vadim Sachourine       | Norvège - Egil Gjelland - Frode Andresen - Halvard Hanevold - Ole Einar Bjørndalen | Norvège                                 |
| Fin des championnats du monde                              |                      |                   |                 |                                                                                    |                                                                                         |                                                                                    |                                         |